# Hladki (przystanek kolejowy)
Hladki (biał. Глядкі; ros. Глядки) – przystanek kolejowy w pobliżu miejscowości Hladki, w rejonie słuckim, w obwodzie mińskim, na Białorusi. Leży na linii Słuck – Soligorsk.